# Anochetus pubescens
Anochetus pubescens é uma espécie de formiga do gênero Anochetus, pertencente à subfamília Ponerinae.